# L84 Calcio a 5 2023-2024
La voce raccoglie i dati riguardanti la L84, squadra di calcio a 5 militante in serie A, nelle competizioni ufficiali della stagione sportiva 2023-2024.

## Prima squadra
| N° | Naz.                 | Ruolo | Sportivo           | Anno       |  |  |
| -- | -------------------- | ----- | ------------------ | ---------- |  |  |
| 5  | Argentina (bandiera) | DIF   | Maximiliano Rescia | 29.10.1987 |  |  |
| 6  | Marocco (bandiera)   | UNI   | Tuli               | 27.11.1992 |  |  |
| 7  | Italia (bandiera)    | LAT   | Giuliano Fortini   | 08.09.1996 |  |  |
| 8  | Brasile (bandiera)   | DIF   | Lucas Siqueira     | 22.07.2000 |  |  |
| 10 | Spagna (bandiera)    | LAT   | Josiko             | 12.05.1992 |  |  |
| 11 | Italia (bandiera)    | PIV   | Fahd Yamoul        | 20.11.2002 |  |  |
| 16 | Brasile (bandiera)   | UNI   | Mateus Neuhaus     | 26.03.1997 |  |  |
| 17 | Argentina (bandiera) | LAT   | Leandro Cuzzolino  | 21.05.1987 |  |  |
| 18 | Italia (bandiera)    | LAT   | Wellington Coco    | 20.01.1988 |  |  |
| 19 | Italia (bandiera)    | POR   | Marco Pasculli     | 19.09.1991 |  |  |
| 20 | Argentina (bandiera) | DIF   | Pablo Vidal        | 29.10.1987 |  |  |
| 22 | Italia (bandiera)    | POR   | Fabio Tondi        | 14.11.1993 |  |  |
| 30 | Italia (bandiera)    | POR   | Lorenzo Garofano   | 30.07.2002 |  |  |
| 66 | Italia (bandiera)    | DIF   | Gabriel Pazetti    | 22.01.2002 |  |  |
| 88 | Italia (bandiera)    | DIF   | Mattia Raguso      | 03.06.1995 |  |  |

## Under-19
| N° | Naz.              | Ruolo | Sportivo             | Anno       |  |  |
| -- | ----------------- | ----- | -------------------- | ---------- |  |  |
| 5  | Italia (bandiera) | LAT   | Stefano Zago         | 26.05.2005 |  |  |
| 14 | Italia (bandiera) | LAT   | Andrea Lupo          | 12.02.2004 |  |  |
| 14 | Italia (bandiera) | LAT   | Alessandro Schettino | 14.02.2005 |  |  |
| 16 | Italia (bandiera) | LAT   | Alessio Meneghini    | 12.07.2005 |  |  |
| 16 | Italia (bandiera) | LAT   | Matheus De Freitas   | 07.07.2007 |  |  |
| 27 | Italia (bandiera) | POR   | Fabrizio Parmeggiani | 06.03.2005 |  |  |
| 66 | Italia (bandiera) | UNI   | Pedro Mendes         | 23.04.2006 |  |  |
| 69 | Italia (bandiera) | LAT   | Simone Russo         | 18.08.2004 |  |  |
| 69 | Italia (bandiera) | LAT   | Simone Novo          | 21.02.2005 |  |  |

## Risultati

### Serie A
|  | Pos. | Squadra | Pt | G  | V  | N | P | GF  | GS | DR  |
|  | ---- | ------- | -- | -- | -- | - | - | --- | -- | --- |
|  | 2.   | L84     | 58 | 30 | 18 | 4 | 8 | 114 | 83 | +31 |

### Play-off
Quarti di finale
| Arbitri: | Daniele Biondo (Varese) Saverio Carone (Bari) Chiara Perona (Biella) |
| Crono:   | Davide De Ninno (Varese)                                             |

|                                                                                               |           |                                                     |
| Rescia 2'10'’, 24'48'’ Josiko 18'00'’ Vitiello 26'33'’ (aut.) Tondi 31'18'’ Cuzzolino 34'40'’ | Marcatori | 23'33'’ Ugherani 31'44'’, 39'59'’ Gui 36'50'’ Wilde |

| Arbitri: | Andrea Seminara (Tivoli) Walter Suelotto (Bassano del Grappa) Fabrizio Andolfo (Ercolano) |
| Crono:   | Ugo Ciccarelli (Napoli)                                                                   |

|                                                         |           |                                |
| Etzi 6'10'’ Ugherani 19'54'’ Gui 24'05'’ Arillo 35'30'’ | Marcatori | Fortini 14'00'’ Mateus 25'00'’ |

| Arbitri: | Giovanni Zannola (Ostia Lido) Giacomo Voltarel (Treviso) Davide De Ninno (Varese) |
| Crono:   | Andrea Antonio Basile (Torino)                                                    |

|                                              |           |                                |
| Raguso 5'24'’ Fortini 10'52'’ Mateus 15'35'’ | Marcatori | 0'42'’ Arillo 39'12'’ Galletto |

Semifinali
| Arbitri: | Marco Moro (Latina) Luca Paverani (Roma 2) Simone Zanfino (Agropoli) |
| Crono:   | Elena Lunardi (Padova)                                               |

|                                                                                            |           |                                    |
| Rescia 7'02'’ Coco 10'46'’ Mateus 22'23'’ Josiko 26'14'’, 33'21'’, 37'12'’ Fortini 30'12'’ | Marcatori | 17'56'’ Ja. Salas 33'32'’ Saponara |

| Arbitri: | Martina Piccolo (Padova) Luca Di Battista (Avezzano) Andrea Seminara (Tivoli) |
| Crono:   | Saverio Carone (Bari)                                                         |

|                                                                                       |           |                 |
| Ercolessi 15'50'’ Borruto 16'18'’, 25'32'’, 26'47'’, 34'27'’, 35'55'’ De Luca 17'42'’ | Marcatori | 20'52'’ Fortini |

| Arbitri: | Giulio Colombin (Bassano del Grappa) Nicola Acquafredda (Molfetta) Walter Suelotto (Bassano del Grappa) |
| Crono:   | Andrea Antonio Basile (Torino)                                                                          |

|                                                              |           |                                                                                     |
| Raguso 8'12'’ Rescia 25'18'’ Cuzzolino 36'16'’ Tondi 46'34'’ | Marcatori | 10'50'’, 48'06'’ Borruto 34'42'’ Ja. Salas 37'00'’ De Luca 46'50'’ (aut.) Cuzzolino |

## Coppa Italia

### Primo Turno
| Arbitri: | Bartolomeo Burletti (Palermo) Michele Desogus (Cagliari) |
| Crono:   | Simone Zanfino (Agropoli)                                |

|                                                |           |                                     |
| Vidal 22'30'’ Mateus 38'26'’ Cuzzolino 39'52'’ | Marcatori | 20'35'’ Marchio 31'32'’ Bruno Petry |

### Secondo Turno
| Arbitri: | Luca Di Battista (Avezzano) Emilio Romano (Nola) |
| Crono:   | Simone Zanfino (Agropoli)                        |

|                         |           |  |
| Raguso 14'35'’, 36'50'’ | Marcatori |  |

### Semifinali
| Arbitri: | Giulio Colombin (Bassano del Grappa) Davide De Ninno (Varese) Davide Plutino (Reggio Emilia) |
| Crono:   | Saverio Carone (Bari)                                                                        |

|                                             |           |                             |
| Fortino 12'40'’ Marcelinho 13'49'’, 25'33'’ | Marcatori | 6'00'’ Raguso 34'02'’ Vidal |

## Supercoppa italiana

### Semifinali
| Arbitri: | Simone Zanfino (Agropoli) Stefano Mestieri (Finale Emilia) Davide Plutino (Reggio Emilia) |
| Crono:   | Andrea Antonio Basile (Torino)                                                            |

|  |           |                                              |
|  | Marcatori | 13'38'’ Tuli 33'00'’ Siqueira 34'40'’ Rescia |

### Finale
| Arbitri: | Giulio Colombin (Bassano del Grappa) Martina Piccolo (Padova) Walter Suelotto (Bassano del Grappa) |
| Crono:   | Daniele Biondo (Varese)                                                                            |

| |            | |
| Calderolli 9'40'’ Venâncio 10'31'’ Marinović 12'40'’ Galliani 25'10'’, 31'34'’ | Marcatori  | 0'17'’, 8'35'’ Vidal 35'52'’ Rescia |
| Carlos Dalcin 3 Venâncio Baldasso 5 Decio Restaino 24 Giancarllo Selucio 77 Lucas Da Silva Braga 13 Germano Montefalcone 17 Vincenzo Caponigro 7 Francesco Liberti 9 Fabricio Calderolli 11 Dario Marinović 21 Pierluigi Galliani 22 Lucas Baroni 23 | Formazioni | 19 Marco Pasculli 5 Maximiliano Rescia 10 Josiko 17 Leandro Cuzzolino 20 Pablo Vidal 22 Fabio Tondi 7 Giuliano Fortini 8 Lucas Siqueira 11 Fahd Yamoul 16 Mateus Garcia 66 Gabriel Pazetti 80 Mattia Raguso |
| Salvatore Samperi | Allenatori | Alfredo Paniccia |